# 卢钟锋
卢钟锋（1938年12月—2012年9月2日），广东潮州人，中国马克思主义历史学家，中国社会科学院历史研究所研究员，中国社会科学院荣誉学部委员。